# Boone River
Der Boone River ist ein 179 km langer Fluss im Norden des US-amerikanischen Bundesstaates Iowa. Sein Lauf beginnt nordwestlich von Britt im Hancock County und endet mit der Mündung in den Des Moines River nördlich von Stratford im Hamilton County.
Die beiden wichtigsten Nebenflüsse des Boone River sind:
- Der East Branch Boone River[2] entspringt südlich von Britt im Hancock County auf 43,0702° N, 93,7972° W.
- Der Middle Branch Boone River[3] entspringt ebenfalls bei Britt auf 43,1111° N, 93,8383° W.